# Troels Lyby
Troels Lyby, né le 15 octobre 1966, est un acteur danois.

## Filmographie
- 1997 : Let's Get Lost de Jonas Elmer
- 1998 : Les Idiots de Lars von Trier
- 2001 : En kort en lang de Hella Joof
- 2002 : Okay de Jesper W. Nielsen
- 2005 : Anklaget de Jacob Thuesen
- 2007 : Erik Nietzsche, mes années de jeunesse de Jacob Thuesen
- 2008 : Blå mænd de Rasmus Heide
- 2011 : Klassefesten de Niels Nørløv Hansen
- 2013 : Les Enquêtes du département V : Miséricorde de Mikkel Nørgaard
- 2014 : Klassefesten 2: Begravelsen de Mikkel Serup
- 2016 : Klassefesten 3: Dåben de Birger Larsen